# Malovice (Bor)
Malovice jsou malá vesnice, část města Bor v okrese Tachov v Plzeňském kraji. Nachází se asi 4,5 kilometru severovýchodně od Boru. Prochází zde silnice II/199. Malovice leží v katastrálním území Málkovice o výměře 3,83 km².

## Název
Název vesnice vznikl změnou staršího tvaru Malevice a lze ho vysvětlit jako ves lidí Málových. V historických pramenech se vyskytuje ve tvarech: Maleuici (falzum, 1115), Malevici (1186), Maleuici (1239), Malouicz (1379), in Minori Malewicz (1408), in Malewiczkach (1454), w Malewiczych nebo Mallowitz (1714).

## Historie
Malovice (spolu s Čečkovicemi) jsou poprvé písemně připomínány v zakládací listině kladrubského kláštera údajně z roku 1115 jako dar biskupa Oty z Řezna, což nelze pokládat za věrohodné. Jednak jde o falzum ze 13. století, jednak byl Ota z Řezna biskupem až v letech 1125–1140. Především však tyto lokality byly uvedeny mezi těmi, které byly knížetem Vladislavem I. z lokace klášteru vyloučeny. Malovice, Málkovice i Čečkovice jsou velmi starými vesnicemi, a i když se je, nebo jejich části, podařilo klášteru získat, dostaly se časem do šlechtických rukou. Malovice patřily Švamberkům (tehdy ještě pánům z Boru) možná už ve 13. století, při dělení majetků mezi různými rodovými větvemi náležely Švamberkům z Muckova.
Prvním z nich, který se psal přímo z Malovic, byl Habart I. v roce 1371.[zdroj⁠?!] V roce 1379 patřila část Malovic k muckovskému statku Dobeše ze Švamberka († před rokem 1403) a po roce 1408 jeho synu Hynkovi. Hynkovi ze Švamberka na Malovicích patřily od roku 1422 i nedaleké Holostřevy. Hynek žil v Malovicích, stejně jako jeho děti a vnuci, až do roku 1431, kdy došlo k vypálení širokého okolí vojáky páté křížové výpravy proti Čechám, tedy i Malovic. Ještě roku 1454 je zde připomínáno jen tvrziště. K obnovení osídlení došlo počátkem sedmdesátých let, malovičtí Švamberkové však už trvale přesídlili do Starého Sedla. Ve třicátých letech 16. století se část vsi dostala do nešvamberských rukou, nejdříve Volfa Filibéře z Mělnic, pak Volfa Perglara z Perglasu a roku 1544 Gyntera z Videršperka, který držel celou ves. V osmdesátých letech se Malovice dostaly k Boru a od té doby sdílely stejný osud s borským panstvím.
K dalšímu zničení Malovic došlo ve třicetileté válce a zvláště v letech 1641–1648, kdy tudy několikrát procházela vojska císařská a především švédská. V roce 1650 bylo celé borské panství prodáno posledním borským Švamberkem Janem Vilémem II. hraběti Zikmundu Bedřichovi z Götzenu. Götzenové se postarali o obnovu obce, a to nejen starší části, ale Jan Zikmund Bedřich spolu s matkou Marií Isabelou, rozenou Trčkovou z Lípy, založili i nové Malovice, skupinu domků jižně od starých Malovic. Po smrti Jana Zikmunda Bedřicha v roce 1718 získal borské panství strýc Jan Karel, který ho o dva roky později prodal Löwensteinům. Karel Tomáš, III. kníže z Löwensteinu, Wertheimu a Rochefortu, ve vsi nechal roku 1745 postavit lovecký dům (če. 1). Asi v polovině 19. století získal areál Johannes Menzl z Kočova, na počátku 20. století byla část přízemí objektu upravena na hospodu zkolaudovanou roku 1920, druhou v obci. První hospoda byla od roku 1796 v čp. 25.
V roce 1927 byla mezi starší a novější částí Malovic postavena kaple Nejsvětější Trojice, která byla obnovena v roce 2009 a v roce 2012 byl do interiéru navrácen zrestaurovaný oltář.

## Obyvatelstvo
| Rok            | 1869 | 1880 | 1890 | 1900 | 1910 | 1921 | 1930 | 1950 | 1961 | 1970 | 1980 | 1991 | 2001 | 2011 | 2021 |
| -------------- | ---- | ---- | ---- | ---- | ---- | ---- | ---- | ---- | ---- | ---- | ---- | ---- | ---- | ---- | ---- |
| Počet obyvatel | 186  | 177  | 175  | 158  | 153  | 162  | 159  | 82   | 64   | 46   | 22   | 16   | 15   | 20   | 14   |
| Počet domů     | 33   | 33   | 32   | 33   | 33   | 33   | 32   | 18   | 18   | 15   | 9    | 9    | 9    | 9    | 10   |

## Obecní správa
Při sčítání lidu v letech 1850–1960 Malovice byly osadou obce Málkovice v okrese Tachov. V letech 1961–1979 byly částí obce Kurojedy v okrese Tachov. Od 1. ledna 1980 jsou částí města Bor v okrese Tachov.